# کومونه

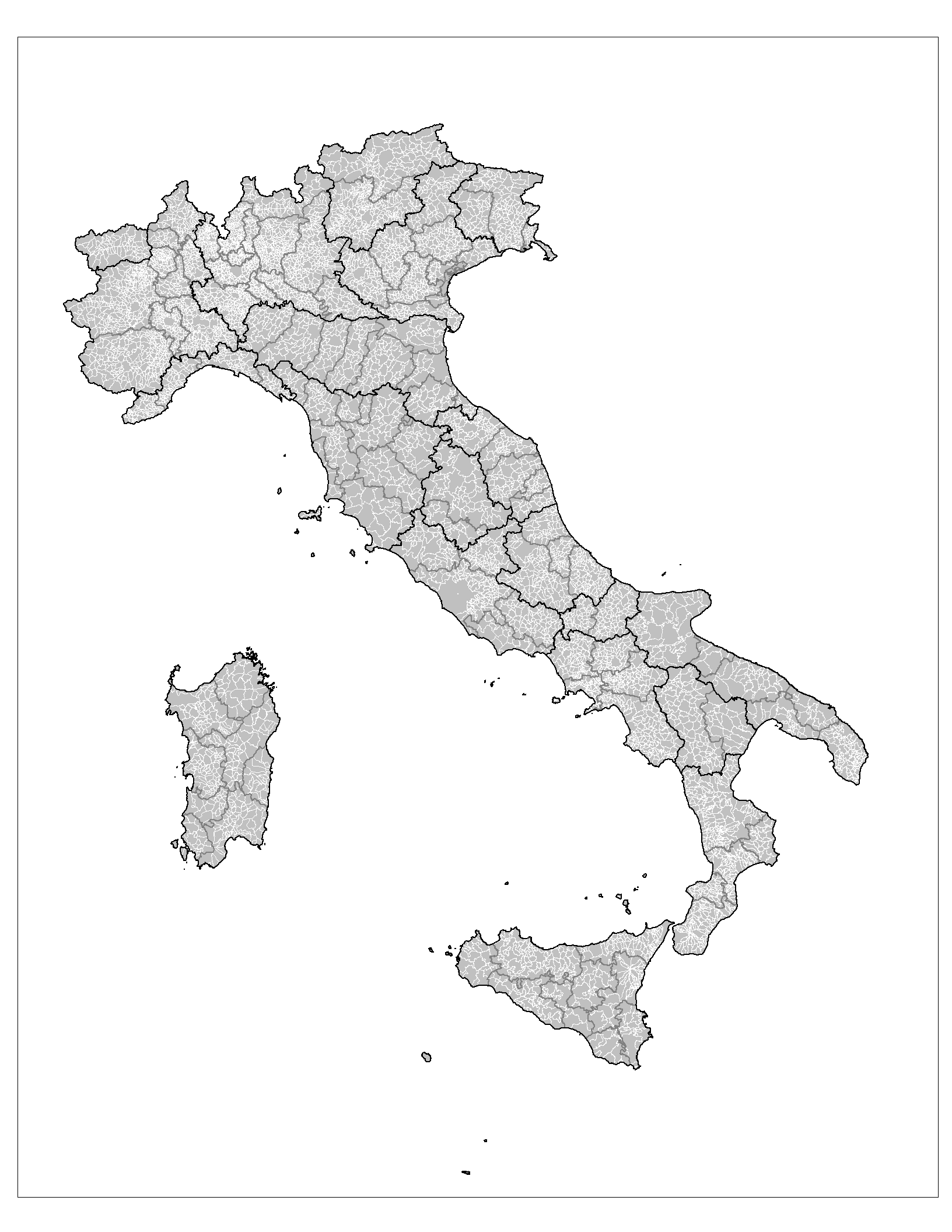
تقسیمات کشوری در ایتالیا ناحیه‌ها (مرزهای سیاه) استان‌ها (مرزهای خاکستری) کومونه‌ها (مرزهای سفید)

کومونه (به ایتالیایی: Comune؛ جمع: comuni) معادل با شهرستان یکی از تقسیمات کشوری اصلی رایج در ایتالیا است.
تقسیم‌بندی جغرافیای سیاسی ایتالیا بهبه شکل افرازبندی این کشور به ۲۰ ناحیه است که این نواحی خود به ۱۰۱ استان و این استان‌ها نیز به ۸۱۰۰ شهرستان یا همان کومونه تقسیم می‌شوند.
بزرگ‌ترین و پرجمعیت‌ترین کومونه در ایتالیا رم (ناحیهٔ لاتزیو) با مساحت ۱٬۳۰۷٫۷۱ کیلومتر مربع و جمعیتی برابر با ۲٬۷۶۱٬۴۷۷ نفر است و کوچک‌ترین کومونه نیز فیرا دی پریمیرو در استان ترنتو نام دارد که مساحت آن تنها ۰٫۱۵ کیلومتر مربع است. همچنین کم‌جمعیت‌ترین کومونه ایتالیا نیز پدستینا در استان سوندریو است که تنها ۳۴ نفر جمعیت دارد.